# Температура на кипене
Температура на кипене на едно вещество е температурата, при която то променя агрегатното си състояние и преминава от течност в газ в голяма част от обема на течността. Тази температура за водата е 100 градуса по  °С. Една течност може да се превърне в газ и при температура под температурата на кипене, посредством изпарение. За разлика от кипенето обаче, изпарението е повърхностно явление и при него могат да се изпарят само молекули, разположени близо до границата между газа и течността. Обратно, кипенето е обемен процес и при кипене могат да се изпаряват молекули от целия обем на течността, което води до формирането на балончета. В течно състояние при нормално налягане (на морското равнище) температурата на водата не може да надвиши 1000 градуса по  °С (температурен праг). Дори при продължаване на нагряването добавяното количество топлина отива за изпаряване.